# Schwarzach (Hengersberg)

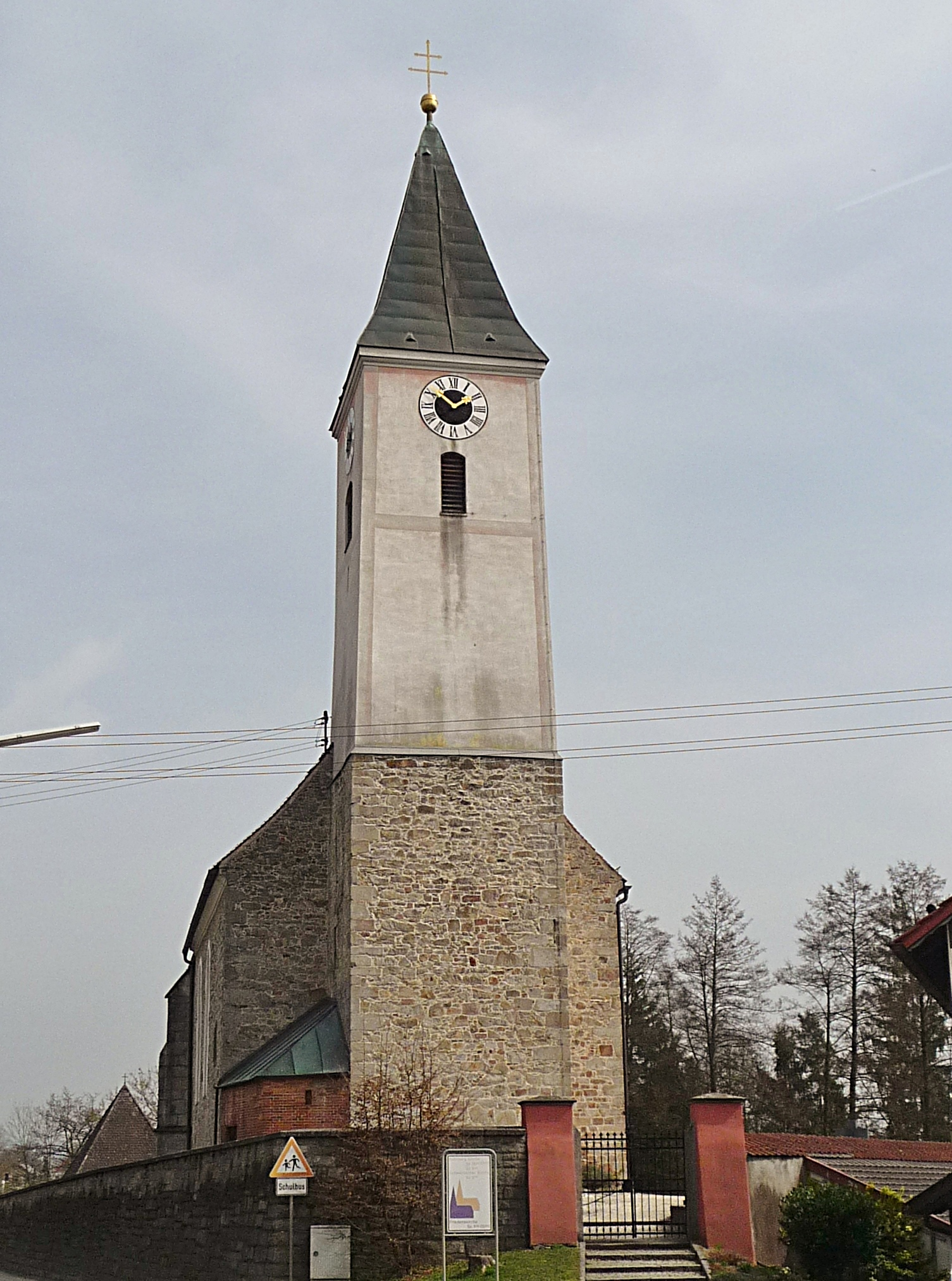
Die Kirche St. Petrus, Paulus und Bartholomäus in Schwarzach

Schwarzach ist ein Gemeindeteil des Marktes Hengersberg im niederbayerischen Landkreis Deggendorf. Bis 1972 bildete es eine selbstständige Gemeinde.

## Lage
Schwarzach liegt etwas nördlich von Hengersberg, von dem es durch die Hengersberger Ohe getrennt wird.

## Geschichte
Der Ort wurde spätestens gegen Ende des 7. Jahrhunderts gegründet, denn 1907 fand man im Garten des ehemaligen Amtshofes ein Reihengräberfeld aus der Bajuwarenzeit. Bei der Errichtung des Klosters Niederaltaich 741 schenkte Herzog Odilo den Gutsbezirk Schwarzach mit 19 Huben (Höfen) zu dessen Gründungsausstattung. Laut Breviarius Urolfi, einem Güterverzeichnis des Abtes Urolf aus der Zeit um 790 gehörten zum Hofe Schwarzach 30 Häuser, die von Zinsleuten und Schalken bewohnt wurden.
Eine Kirche am Ufer der Swarzaha wird bereits in der im 1034 geschriebenen Vita Godihardi Episcopi erwähnt, später in einem Schutzbrief, den Papst Eugen III. am 30. März 1148 ausstellte. 1304 wurde die Urpfarrei dem Kloster Niederaltaich inkorporiert. Erst die Säkularisation beendete 1803 die Verbindung Schwarzachs mit dem Kloster. Mit Wirkung vom 20. Januar 1956 wurde der Pfarrsitz nach Hengersberg verlegt. 
Dem Steuerdistrikt Schwarzach wurden 1808 die Orte Schwarzach, Erlachhof, Untersimbach, Eusching, Erlachmühle und Grubmühle, Siedersberg, Siederding und Perzelsgrub zugeteilt. Nach Bildung der polnischen Gemeinden im Jahre 1818 gehörten zur Gemeinde Schwarzach die Dörfer Schwarzach, Buch, Zilling und die Weiler und Einöden Anzenberg, Grubmühle, Oberellenbach, Unterellenbach, Nußberg, Oberreith, Unterreith, Eusching, Untersimbach, Neulust, Reisach und Viehdorf. Um diese Zeit lebten 609 Bewohner in 87 Familien in der Gemeinde. Später kam noch Oberanzenberg und im Jahre 1868 Leebergheim hinzu.
War die Gemeinde Schwarzach in der ersten Hälfte des 20. Jahrhunderts noch fast ausschließlich von der Landwirtschaft geprägt, so waren laut einem Schreiben der Gemeinde Schwarzach an die Regierung vom 8. April 1971 von den 840 Einwohnern nur noch 50 Prozent in der Landwirtschaft tätig. Die übrigen waren bereits Erwerbspersonen. Die Anzahl der vorhandenen Wohngebäude betrug 134. Am 1. Januar 1972 wurde die Gemeinde Schwarzach im Zuge der Gebietsreform in den Markt Hengersberg eingegliedert.
Die günstige Verkehrslage und die Nähe zu Hengersberg bewirkten danach ein rasches Wachstum. 1987 betrug die Einwohnerzahl 1119 bei 288 Wohngebäuden, 1993 1262 und im Jahre 1999 1449.

## Sehenswürdigkeiten
- Nebenkirche St. Petrus, Paulus und Bartholomäus. Sie ist die frühere Pfarrkirche der Pfarrei Hengersberg. Der spätgotische Bau aus Bruchsteinen wurde 1532 vollendet, worauf die Datierung am spitzbogigen Portal hinweist. Aus der gotischen Ausstattung stammen noch das Sakramentshäuschen aus Kalkstein, der Taufstein, der Auferstehungsheiland und die Holzskulptur des hl. Petrus. An der Nordseite des Langhauses befindet sich ein Kalksteinrelief Christus mit den Jüngern am Ölberg von 1538. Die neugotische Ausstattung aus den Jahren 1884 bis 1886 durch die Gebrüder Seywald wurde bei der Innenrenovierung von 1970/1971 bis auf die Figuren der hll. Gotthard und Maximilian entfernt. Der Chorraum wird beherrscht vom 1972 geschaffenen Kreuz des Bildhauers Leopold Hafner.

## Vereine
- Freiwillige Feuerwehr Schwarzach. Sie wurde 1874 gegründet.
- 1. FC Schwarzach
- Spielmannszug der Freiwilligen Feuerwehr Schwarzach
- Krieger- und Soldatenverein Schwarzach
- VdK-Ortsverband Schwarzach
- Weingartlschützen Schwarzach